# Русинский национальный костюм
Русинский национальный костюм (укр. русіньский національний костюм, русіньске національне вбрання) — сложившийся на протяжении веков традиционный комплекс одежды, обуви и аксессуаров, который использовался русинами в повседневном и праздничном обиходе с древних времён и до наших дней. Имеет заметные особенности в зависимости от конкретного региона, пола (мужской и женский), назначения (праздничный, свадебный и повседневный) и возраста. Так как большинство русин проживало рядом с венграми, словаками, румынами и другими национальностями это сформировало как некоторые общие черты в одежде.

## Мужской костюм

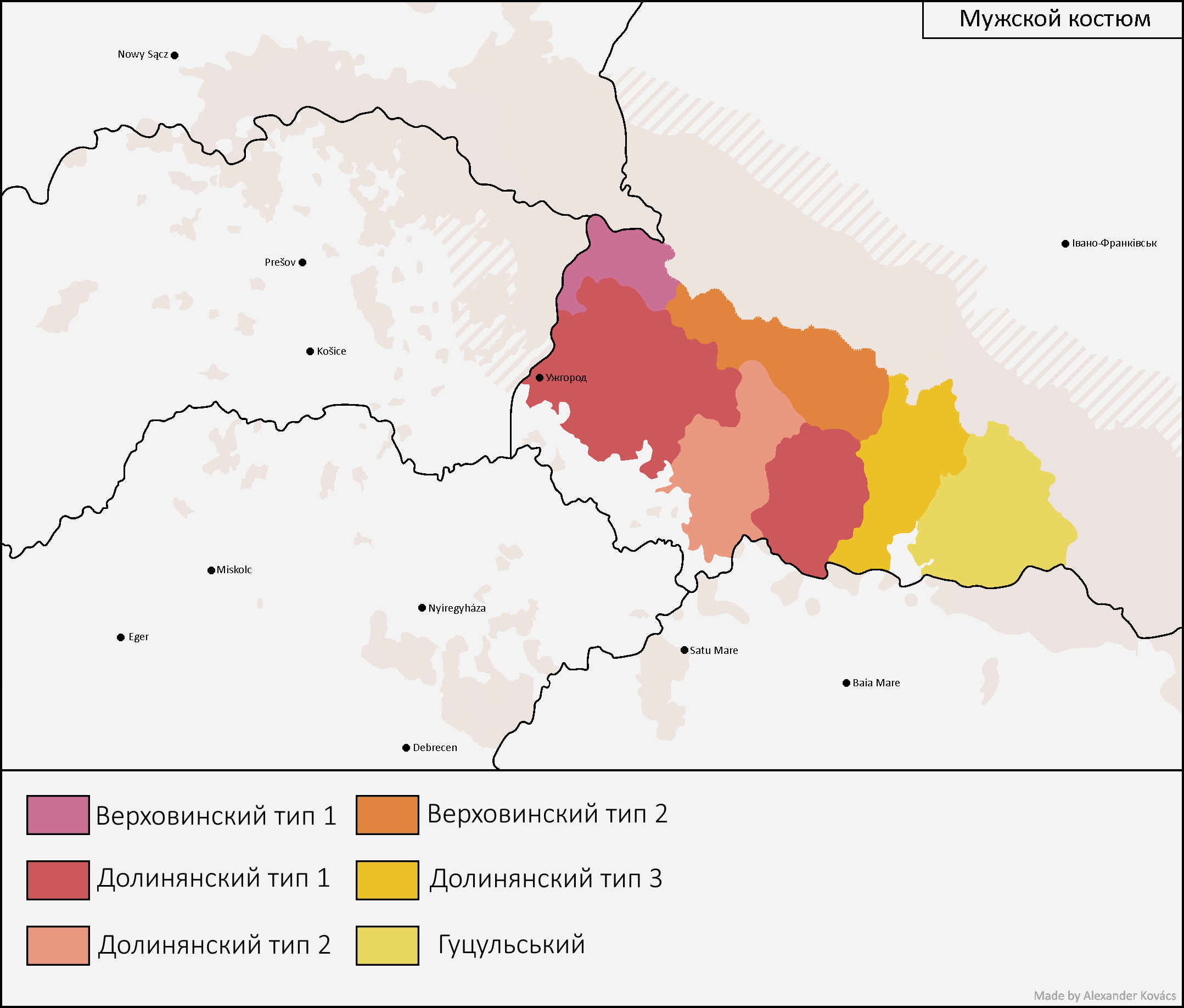
Мужской костюм

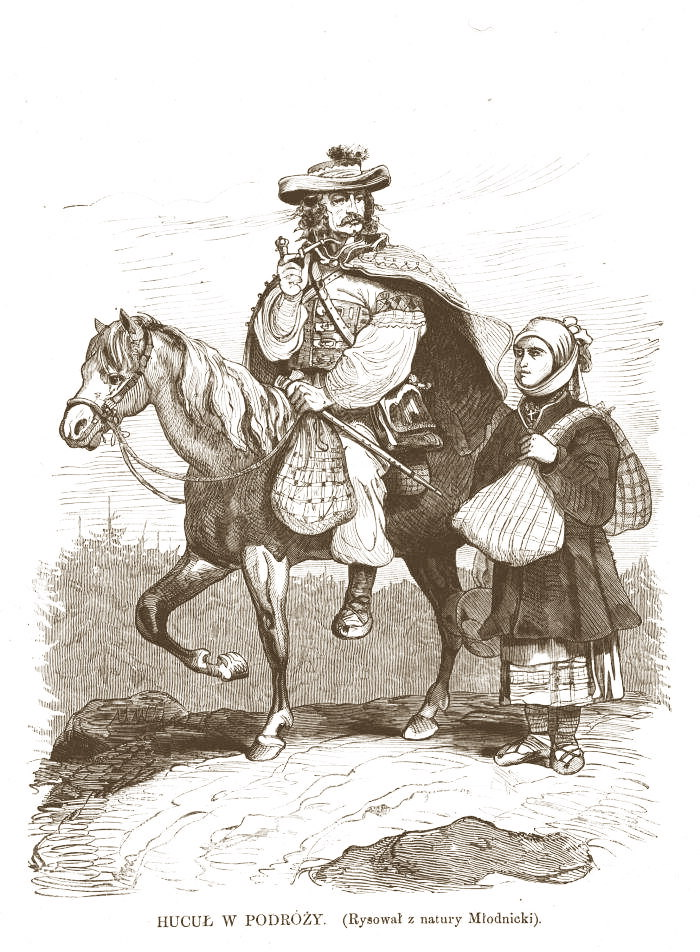
Станиславский гуцул

Мужская одежда в большинстве регионов включал в себя белую рубашку вышитую вручную.

### Мужской костюм у галицких (станиславских) гуцулов
Мужчины носили белые рубашки и длинные широкие штаны из грубого белого холста (поркеници) или широкие красные из сукна (крашаници), иногда белые или черные платья (голошни, гачи), особенно охотно носили гуцулы наряд — синие штаны с совокупного. К ним носили широкий кожаный ремень (пояс), рубашку спереди подтягивали и она была на 20-30 см короче чем сзади. За пояс закладывали файку, трубку. На ногах носили кожаные постолы. Постолы стягиваются шнурками или кожаными ремешками. В XIX в. парни и хозяева носили сапоги вместо постолов. По рубашке гуцулы одевали через плечо кожаную сумку — табивку, с густо набитыми медными пуговицами и пороховницы из оленьих рогов, украшенные медными пластинками и перламутровыми точками. Сверху на рубашку надевали кептар — короткий расшитый белый полушубок без рукавов. Безрукавка связывался у шеи двумя кутасами и был расшит сафьяновыми ремешками. Сверху носили сардак. Мужчины в праздники носили поверх безрукавки также сардак — короткий из чёрного сукна, расшитый шерстяными шнурами с кутасами (дармовисамы). Сардак из гранатового сукна назывался — крашенек или байбарак (на меху). Праздничную шляпу украшают павлиньим или петушиными перьями и круглыми кутасами. На шее носили чёрный платок в узорах. До полного строю гуцула принадлежал топорик или келев — палка о художественно вырезанным наконечником, окованные сверху медью. На руках гуцулы носили ретязь.
В будний день гуцулы, особенно молодые ребята носили также байбарак (петек) — короткую одежду с воротником-стойкой без всяких нашивок.

### Мужской костюм умароморшскихгуцулов

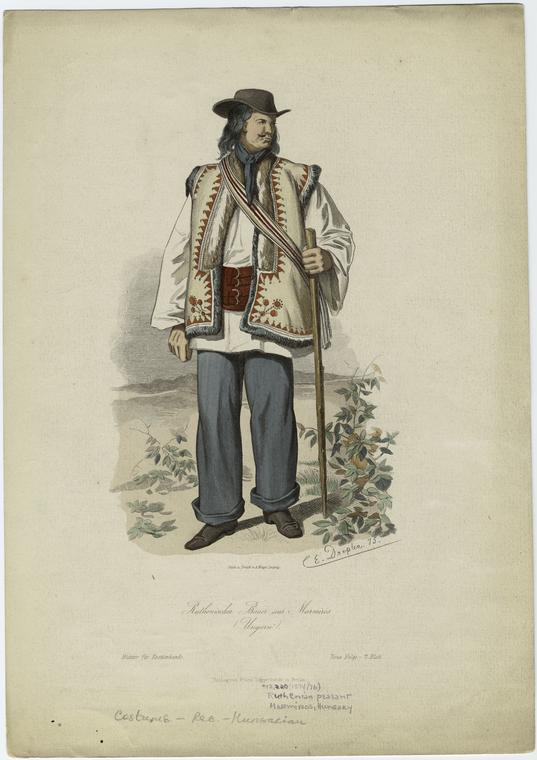
Мароморшский гуцул

Гуцулы носили льняную или конопляное рубашку, длиной до бедра, без воротника, в большинстве по штанам. Рубашка имела разрез спереди и мосяжную пуговицу, на который сверху запиралась. Сверху по рубашке носили белый мягкий полушубок без рукавов, расшитый цветной кожей в виде тюльпанов. Впереди полушубок был расшитый двумя рядами медных пуговиц. К воротнику на длинных белых шнурках были пришиты красные или зелёные дармовисы, которые забрасывали на спину. Летом носили белые льняные брюки, а зимой шерстяные облегающие брюки: до колена белые, а от колена коричневые, а также черные, синие, красные. Опоясывалисб узким ремнём из медных пластинок, а сверху кожаный широкий темно-красного цвета пояс-черес, который использовался и для хранения денег, документов, подвешивания топорика и т.д. На ремне носили также большую кожаную сумку, в которой хранили трубку и табак.
В качестве защиты от холода и жары носили шубу без рукавов, которую выворачивали также мехом наверх. На голове носили черные фильцовые шляпы, зимой клёпанные — шапки с ушами. На ногах носили кожаные постолы, а также бочкоры — с заострёнными носами, которые одевали поверх шерстяных плетённых капчуров (чулок), белого, чёрного, красного (реже) цвета. Волосы носили длинные и смазывали их жиром и пивом.

### Мужской костюм у бойков

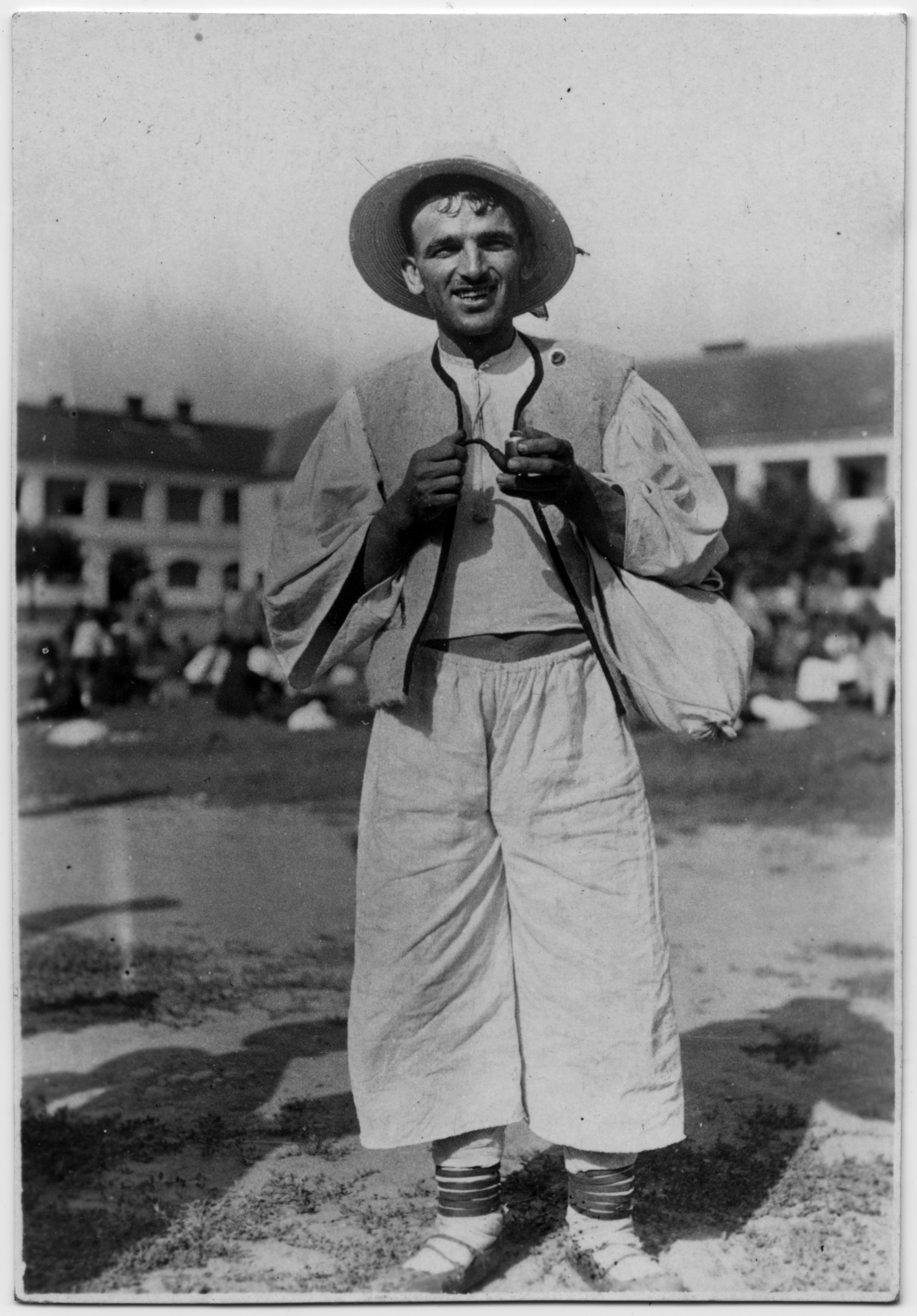
Русин из окрестностей Мукачево, 1938 год

Летние штаны шили из льняной или конопляной ткани, а зимние боровы — из белой или коричневой ткани. Рубашку-сорочку, длиной почти до колен, мужчины надевали на брюки и завязывали поясом, а по праздникам — широким декоративным поясом, застёгивающимся на три-четыре запонки.
Рубашку завязывали красной лентой вокруг шеи или застёгивали зажимом с зеркалом. Жилет из коричневого сукна, обшитый по краям красно-белой тесьмой, назывался лайбык. зимой надевали куртку или гуню. Гуня — длинное, просторное пальто, рукава которого вшивались в него. Большой прямоугольный воротник, украшенный бейкой и лямками, низко спускался на спину. Характерны высокие зимние шапки из овечьей шерсти. И мужчины, и женщины носили кожаные сабо ежедневно.

### Мужской костюм у надсянских долинян
Мужчины были одеты в рубашки до половины бедра или даже до колен, с брюками и ремнями. Пояс был важной частью одежды: помимо декоративной функции, он имел ещё и практическое значение, так как часто имел карман для денег (пуляры или кошелёк) и карман для трута. На рубашку надевали льняной жилет, который с середины XIX века шили из фабричных тканей. Брезентовые штаны носили круглый год (зимой иногда надевали по две пары). Верхняя одежда состояла из льняной куртки (льняной ткани), кафтана или хемеры, отличавшейся складками, собранными сзади. Зимний покров был коричневым, а у более богатых фермеров — белым. Каждый день ходили босиком или в кожаных башмаках, а по праздникам — в сапогах с верхом.

## Женский костюм

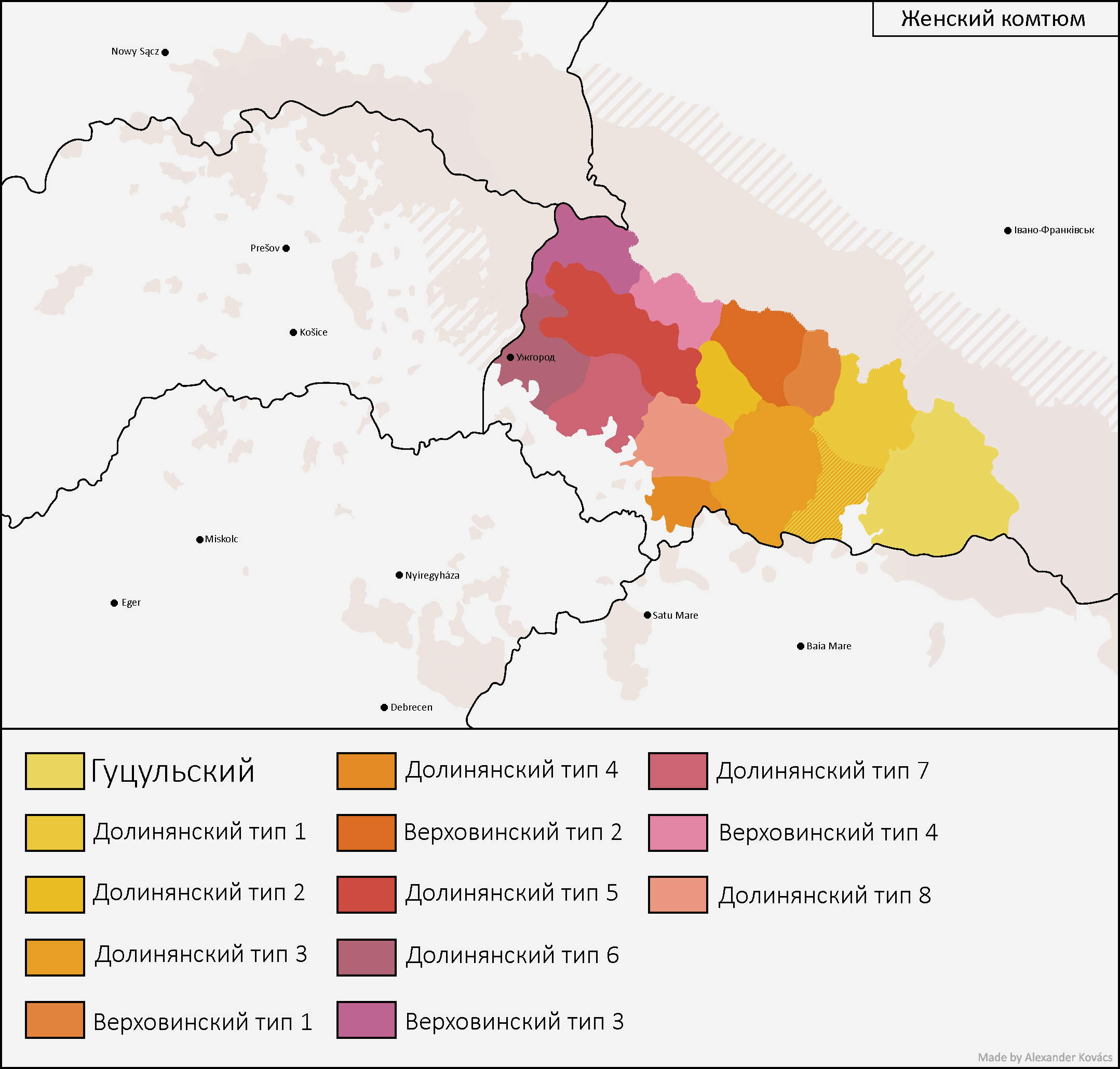
Женский костюм

Женский костюм сильно отличался в большинстве регионов, в отличие от мужского он был более красочным и сложным.

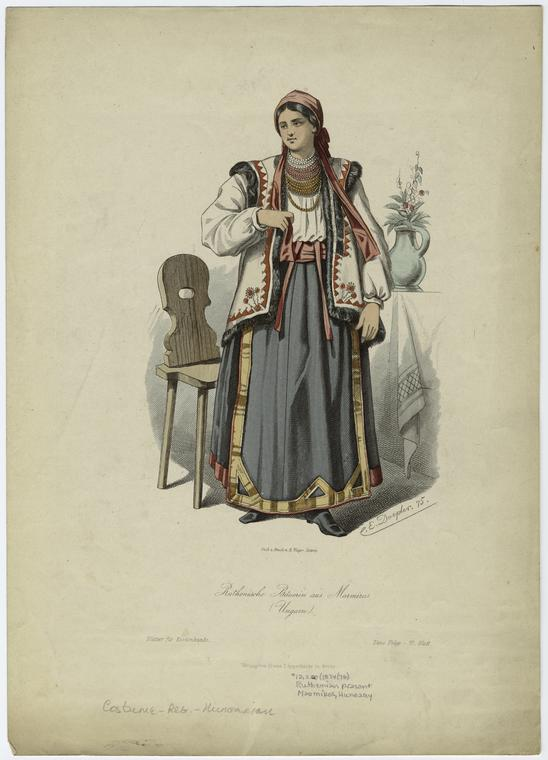
Мароморошская гуцулка

### Женский костюм у мароморшских гуцулов
Женщины носили длинные до щиколоток рубашки, вышитые на вставках. Рубашки подпоясывались плетёными из шерсти кромками, в которые добавлялась также золотая нить. Вместо юбки носили две запаски. А также носили лапти, чулки, полушубки и зимние полушубки. Запаски ткались из тонкой красной шерстяной нити, с добавлением зелёного и жёлтого, а также металлической серебряной или золотой.
Такие запаски отличались оттенками и тканым узором. Они связаны так, чтобы передняя запаска заходила на заднюю и чтобы их края не очень расходились. На шее носили силянки и монисты с 8-9 нитей. Платки носили только замужние женщины.

### Женский костюм у бойков
Костюм бойков отличался архаичностью. Одежда была белой, потому что была сделана из домотканых тканей. На ярмарках покупались только некоторые детали одежды: ремни, обувь, шапки, бусы. Украшений было немного.
Сорочку называли пеньковой рубашкой с длинными рукавами. На шее он был оторочен отстрочкой или воротником, застёгивался на одну-три пуговицы. Верхняя часть рукавов, а иногда и воротник, вышивали крестиком. Льняная юбка, также называемая фартуком, состояла из полос шириной с ткацкую мастерскую, пришитых по бокам. Льняной фартук украшали вышивкой. Женщины повязывали на талии красную ленту.
К рубашке надевали приталенный комбинезон (жилет) из коричневого льна, который позже был заменён корсетом из чёрной шерсти. Зимой до бедер надевали коричневую куртку, а сверху сирак — длинное приталенное пальто из коричневой шерстяной ткани. На плечи надевалась простыня, а затем шерстяной шарф. Украшением были настоящие бусы.

### Женский костюм у надсянских долинян
На женщинах были длинные льняные рубашки с длинными рукавами. Они отделывались воротником, а праздничные рубашки часто богато расшивались большим воротником. На рубашки надевались тёмные, свободные жилетки до пояса, которые на рубеже 20-го века были заменены соответствующими корсетами из плюша или бархата, чёрного, бордового или других цветов. Юбка (фартук) была льняной или пеньковой, доходившей до щиколоток. 1-2 юбки носили каждый день, а 3-4 — в праздничные дни. На льняные юбки надевали фартук. До начала XX века зимой носили юбки, называемые паранджами. Осенью и зимой женщины носили куртки — качабайки, кафтаниками, кабатами, обычно сделанные из тёмного плюша. Зимой женщины носили суконное пальто с подкладкой из овчины, называемой джупкой, или чешерой, со складками на спине. Накидывали на плечи льняное покрывало (простыня, подол, ткань), на смену которому на рубеже XX века пришёл фабричный платок. Девочки носили носовые платки, а замужние женщины заплетали волосы в деревянный ободок. На него надевали шапку, а сверху платок. Бусы были гордостью праздничного наряда.

## Галерея

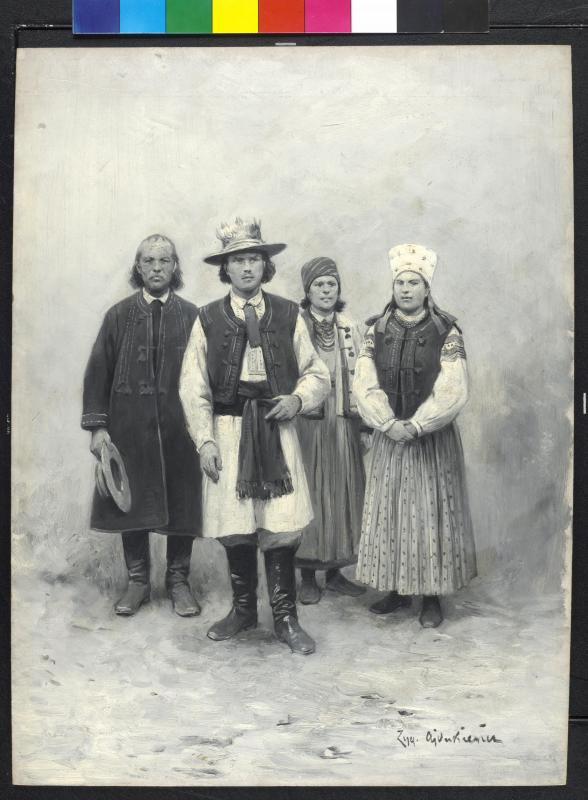
Жители села Опришовцы (ныне в составе Ивано-Франковска), 1898 г.
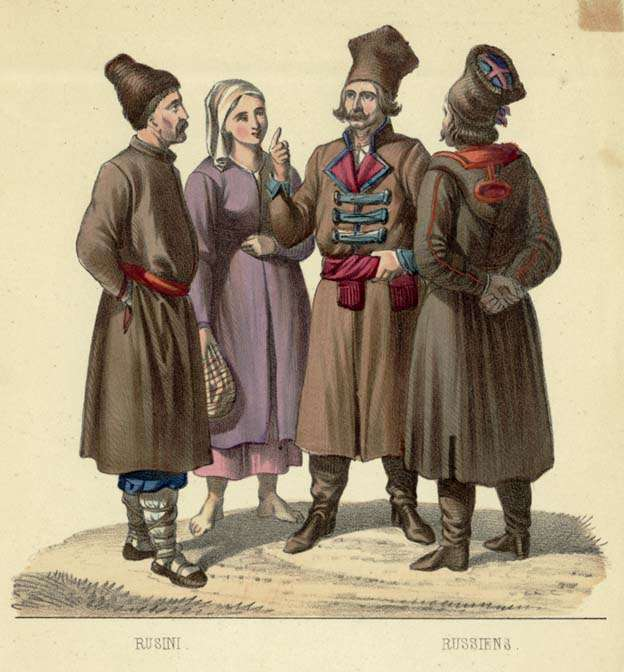
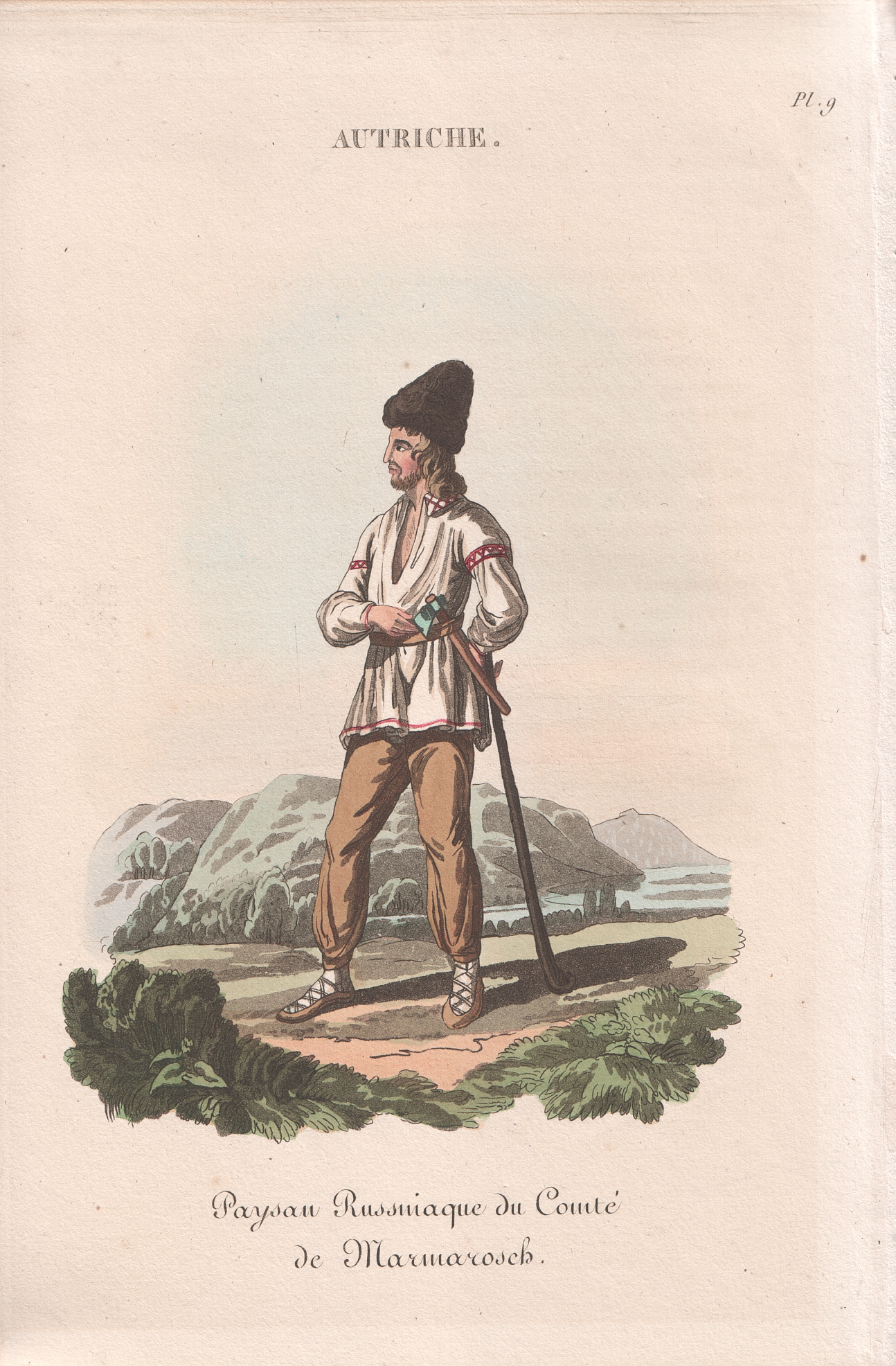
Русин (руснак) из Марамуреша
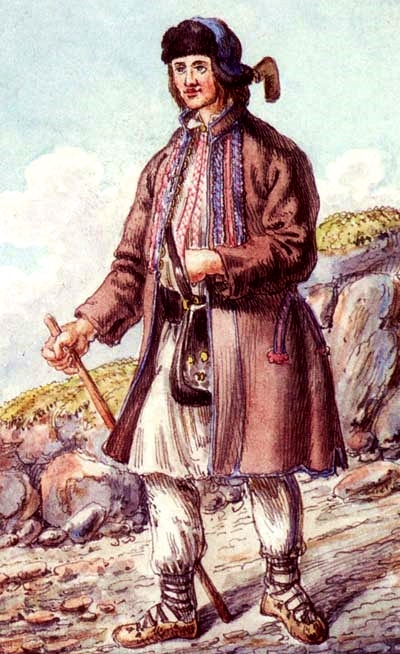
Бойковский костюм, рисунок Ежи Глоговского, 1836 г.
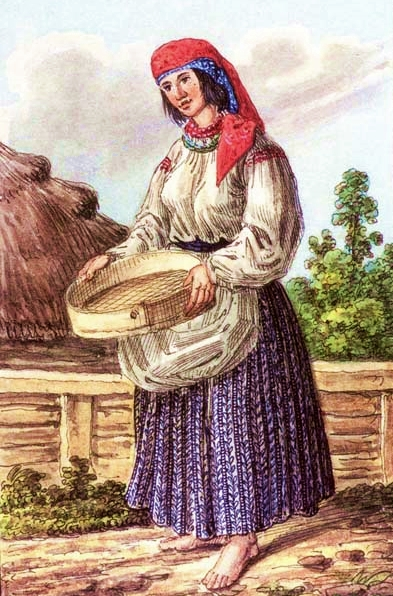
Женский бойковский костюм села Тисов. 1837 г., тот же автор
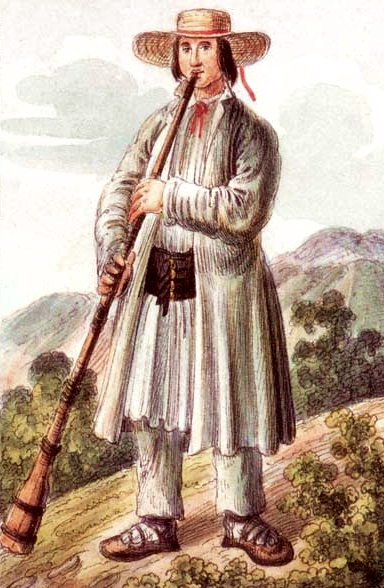
Мужской бойковский костюм из окрестностей Санока. 1839 г., тот же автор
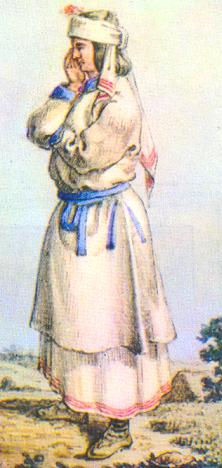
Девушка-молодица из-под Стрыя в народном костюме, 1830-е гг., тот же автор
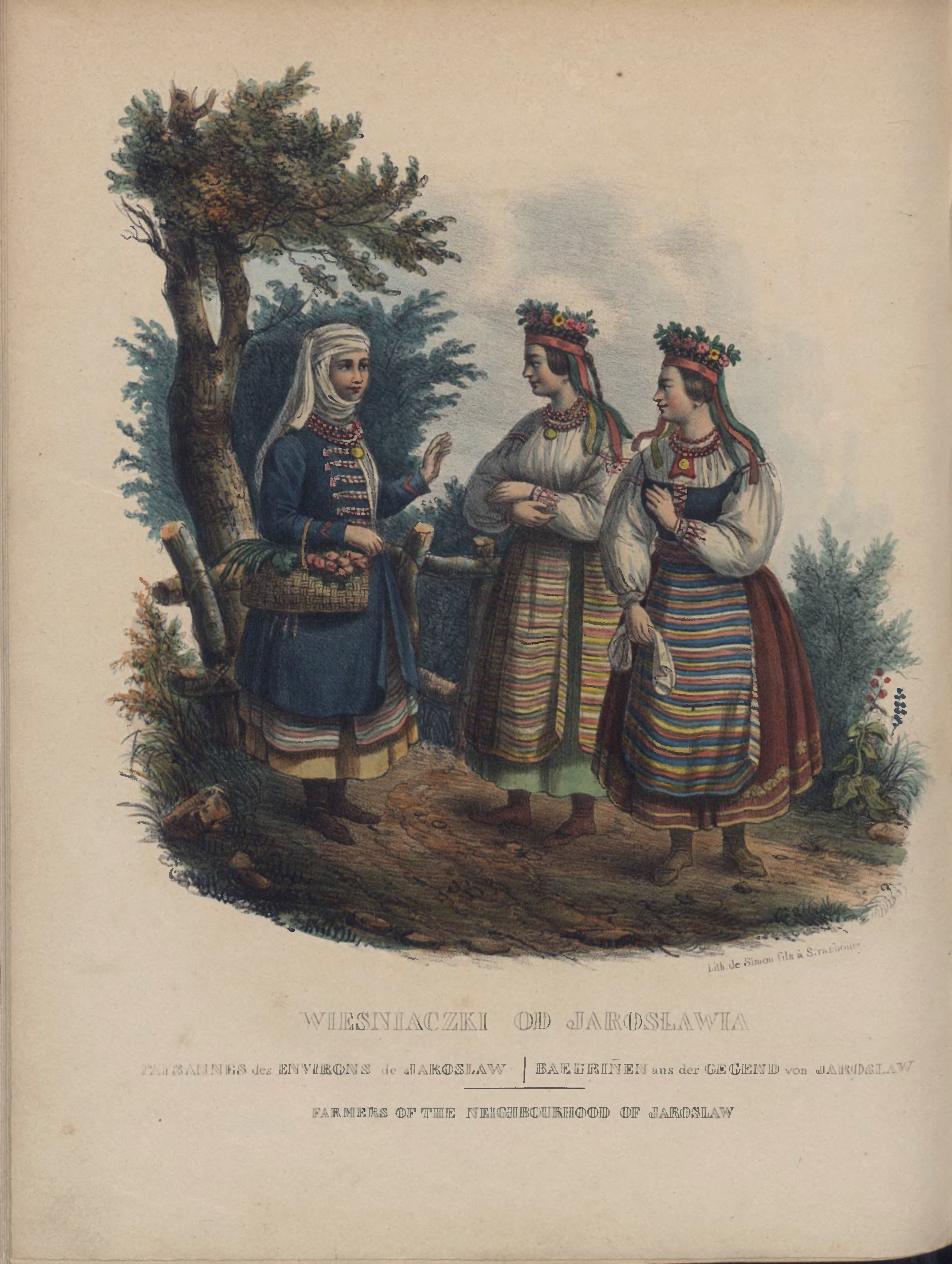
Русинский костюм из окрестностей Ярослава, 1841 год
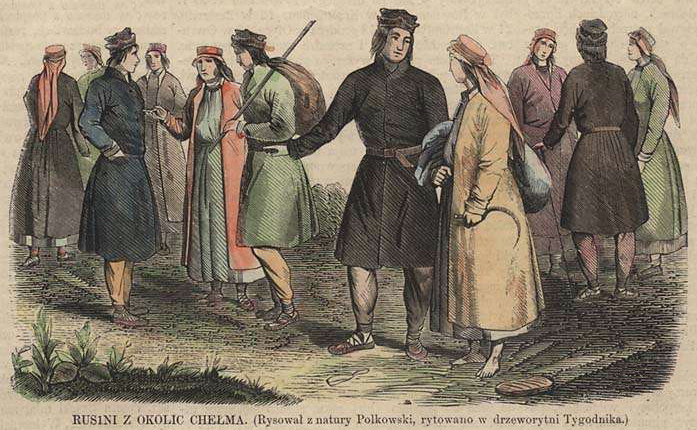
Русины из окрестностей Хелма